# Bülent Ecevit
Mustafa Bülent Ecevit (Istanbul, 28. svibnja 1925. – Ankara, 5. studenog 2006.), turski ljevičarski političar, pjesnik, pisac i novinar bošnjačkog podrijetla.

## Životopis
Rodio se kao sin profesora forenzičke medicine na Sveučilištu u Ankari, i profesionalne slikarice. Otac mu je bio angažiran u političkom životu, te je sedam godina bio zastupnik jednog mjesta. Nakon što je 1944. maturirao, oženio je suučenicu Rahman. Nije imao djece. Četiri puta bio je premijer Turske. Poznat je kao veliki reformator, koji je želio pripremiti Tursku za ulazak u EU. Poziv za članstvo Turske u EU priskrbio je Cemal Gürsel, legendarni četvrti predsjednik Turske. Najveći politički protivnik bio je desno orijentirani Süleyman Demirel. Njegova vlada iz 1974. godine odgovorna je za invaziju na Cipar, kojom je uspostavljena Turska Republika Sjeverni Cipar.(de facto država koju priznaje samo službena Ankara). Pobjedu na općim izborima 1977. godine, donijela mu je spoznaja da je organizacija "Protu-gerila", odgovorna za masakr na trgu Taksim kada je ubijeno 38 osoba, a ozlijeđeno nekoliko stotina. Nakon što je general Kenan Evren izveo vojni udar 12. rujna 1980., Bülent je zatvoren, te doživotno udaljen iz politike. Zabrana je skinuta 1987. godine.No, zbog toga što je njegova Republikanska narodna stranka poduprla vladu stvorenu vojnom intervencijom, istupio je iz nje, te je osnovana Demokratska lijeva stranka. Oni su osvojili 75 od 550 mjesta na izborima 1997. godine. Iz aktivne politike povukao se 2004. godine. U svibnju 2006. doživio je moždano krvarenje, te su ga liječnici stavili u komu iz koje se nikad više nije probudio. Umro je od zatajenja dišnih organa. Bio je uspješan prevoditelj, i pisac. Pa iako je njegova Vlada izvršila invaziju na Cipar, on je napisao pjesmu o tursko-grčkom prijateljstvu.